# Dermolepida albohirtum
Brouk Dermolepida albohirtum je známým škůdcem cukrové třtiny. Dospělci požírají listy třtiny, největší škodu však způsobují larvy, které požírají kořeny. Žije v Austrálii. Brouci jsou bílí s černými skvrnkami a často zapáchají po zkaženém vepřovém.
Kvůli tomuto škůdci cukrové třtiny byla v Austrálii vysazena ropucha obrovská (Bufo marinus). Měla snížit stavy těchto brouků a pomoci tak zemědělcům. To se však nestalo a ropucha obrovská se stala sama nežádoucím škůdcem.